# Силезавр
Силезавр (лат. Silesaurus, буквально: силезский ящер) — род архозавров из клады силезаврид, живших в карнийском веке.

## История изучения
Окаменевшие остатки были обнаружены в отложениях возле деревни Красеюв в Силезии (Польша), и описаны в 2003 году польским палеонтологом Ежи Дзиком. Родовое название Silesaurus было дано в честь области Силезия, видовое opolensis — в честь города Ополе. Силезавр известен по 20 ископаемым скелетам, что делает его одним из наиболее хорошо представленных науке динозавроподобных.

## Особенности строения
Длина тела данного ящера составляла около двух с половиной метров, а передвигался он в основном на двух ногах. Сначала считалось, что силезавр был исключительно травоядным, однако последние исследования копролитов показывают, что он мог также быть насекомоядным. Зубы ящера были маленькими, коническими и зазубренными, они были неравномерно распределены по челюстям. На переднем конце челюсти зубов не было, скорее всего, челюсти оканчивались клювом.

## Классификация
Учёные считают, что силезавр был не динозавром, а динозавроподобным архозавром. Однако некоторые гипотезы относят его к птицетазовым динозаврам из-за ряда свойственных динозаврам особенностей.

## Палеобиология
В копролитах силезавра были обнаружены останки элитр ископаемых жуков и других мелких артроподов, что для многих ученых вместе с уникальным строением черепа служит прямым доказательством насекомоядности этих ящеров. Скорее всего, они питались, склёвывая мелких насекомых и артроподов, используя клюв, чтобы бить точно в цель, подобно современным птицам.